# 河内紘一
河内 紘一（こうち こういち、1941年（昭和16年）11月12日 - ）は、元愛媛県喜多郡内子町長。

## 経歴
喜多郡内子町生まれ。1959年（昭和34年）愛媛県立内子高等学校卒業、1963年（昭和38年）東京農業大学農業経済学部卒業、家業の農業に就く。1979年（昭和54年）より2009年（平成21年）まで旧内子町長を連続7期、平成の町村合併後の新・内子町長を1期務めた。
内子町長在職当時、最初は町並み保存を手かがりに、やがて「町並みから村並みへ」、「エコロジータウン内子」を掲げ、町政を進めてきた。具体的には、町長就任後の昭和50年代には町中心部の旧街道沿道に保存されていた八日町・護国地区において町並み保存を手がけ、同地区は昭和61年に重要伝統的建造物保存群に選定された。また、町並みのシンボルの一つとして、取り壊されようとしていた「内子座」の保存・復元を図った。昭和60年代には、「町並みから村並みへ」のスローガンを掲げ、内子町満穂地区を皮切りに農村景観の整備や住民活動の支援などにより「村並み」保存運動へと拡大していった。さらに、これらの成果をテコに平成3年頃からは、公民館の分館単位での地域づくり活動の支援に取り組んだ。
農業政策では、「高次元農業」を掲げ、農業の近代化のため「知的農村」の取組みを昭和61年から開始し、平成8年の「フレッシュパークからり」の開設へと結びついた。
これらの取組みに対して、内子町は多数の受賞歴があるが、それについては内子町の項を参照のこと。
平成の町村合併に際しては、当初から進んでいた喜多郡五十崎町との合併に、郡は異なるものの「小田川流域」として結びつきのあった上浮穴郡小田町が合流する結果となったが、3町合併を成し遂げ、新たに発足した内子町町長選挙に当選、1期（新:内子町長として）務めた。
なお、後任の内子町長は、河内町政を支えた副町長が出馬、無投票当選した。
町長の他に、株式会社フレッシュパークからり代表取締役（第三セクター）などを務めた。